# كلية علوم الهندسة الزراعية
كلية علوم الهندسة الزراعية هي إحدى كليات جامعة بغداد.

## لمحة تاريخية
كلية الزراعة هي أول كلية زراعة في العراق، يعود تاريخ تأسيسها إلى عام 1952. تتوزع بناياتها وحقولها على مساحة 400 دونم، منها 100 دونم تنتشر عليها بنايات العمادة والأقسام العلمية والمكتبة والقاعات والمختبرات الدراسية والورش والمعامل و300 دونم حقول وبساتين مخصصه لتدريب الطلبة ولإجراء بحوث وتجارب الاساتذه وطلبة الدراسات العليا. ومدة الدراسة للحصول على شهادة الماجستير سنتان وللحصول على شهادة الدكتوراه ثلاث سنوات وفق نظام الكورسات والبحث العلمي.

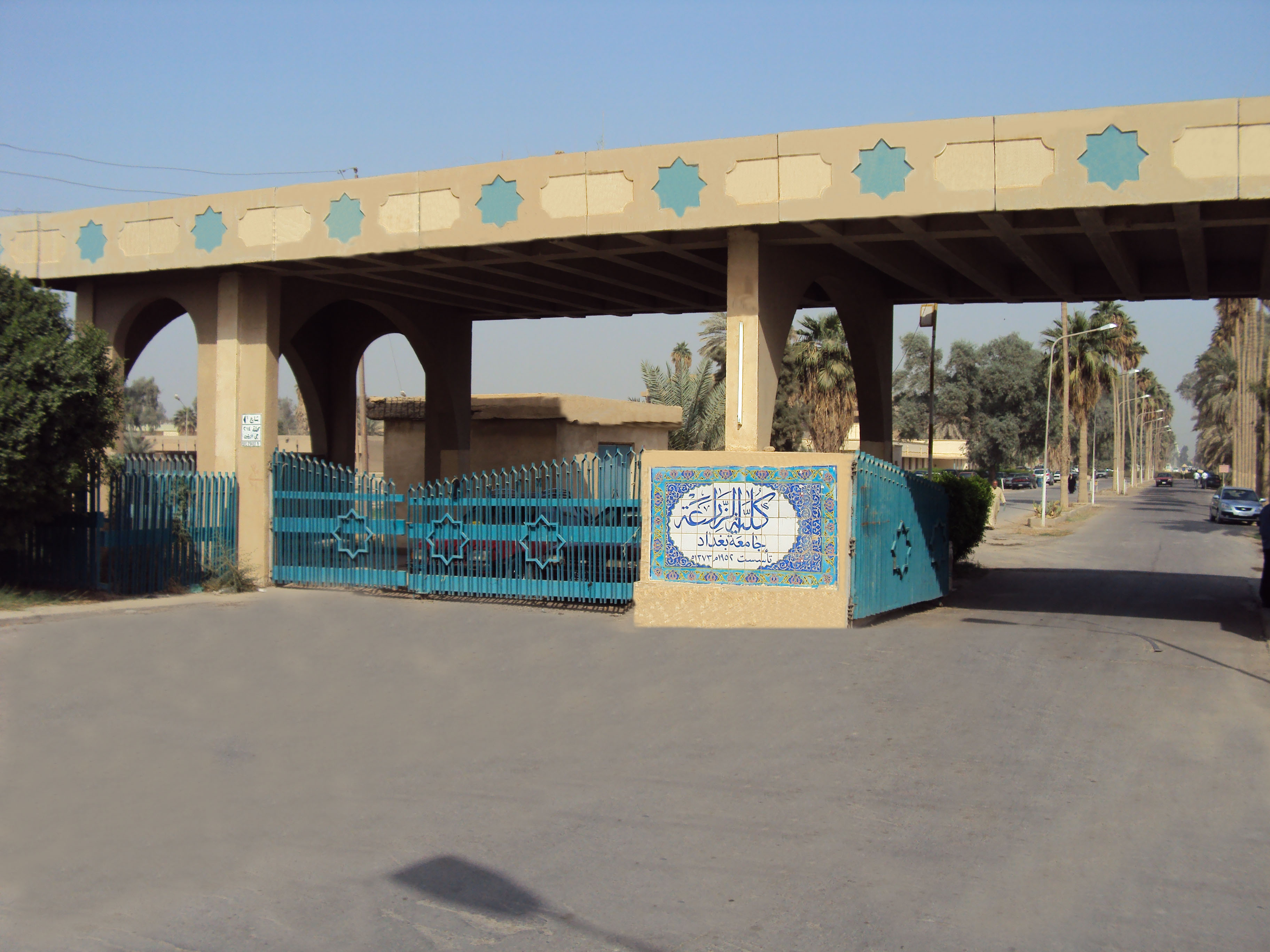
كلية الزراعة في جامعة بغداد

## نظام الكلية
مدة الدراسة للحصول على شهادة البكالوريوس في العلوم الزراعية ((في التخصصات جميعها)) في هذه الكلية هي ((4)) سنوات دراسية وفق نظام الفصول الدراسية ((الكورسات)) وتوزع السنة الدراسية على فصلين دراسين مدة كل منهما ((15))أسبوعاً.

## الدراسات العليا
استحدثت دراسة الماجستير في الكلية عام 1961 في قسم وقاية النبات. اما دراسة الدكتوراه فقد استحدثت في عام 1975 في قسم المحاصيل الحقلية. شهدت الدراسات العليا تطورا كبيراً في عدد التخصصات التي استحدثت وسجلت التخصصات العلمية جميعها في الكلية. كما شهدت تطورا كبيراً في اعداد الطلبة المقبولين فيها عاما بعد آخر.

## الأقسام والشعب

### قسم الإنتاج الحيواني
نشأ قسم الثروة الحيوانية مع تأسيس الكلية عام 1952 وكان يضم ثلاثة شعب هي:
- تربية الحيوان
- الدواجن
- الألبان

اعتمدت المناهج الدراسية للقسم على الدروس الأساسية التي كان على طلبة القسم جميعهم دراستها خلال السنتين الأولى والثانية ودروس الاختصاص المتاحة فضلا عن عدد من الموضوعات الاختيارية في مجال تربية وتحسين الحيوان والألبان والدواجن والتي كان على الطالب اختيارها وفق رغبته وذلك لإكمال متطلبات التخرج ومن بين المواضيع الأخرى التي يحرص القسم على رفد الطلبة بها هي الأسس العامة في تربية وتحسين الحيوان وكذلك فسلجة الحيوان ولا سيما فسلجة التناسل والتلقيح الاصطناعي لكي يكتسب معرفة في الإدارة التناسلية لحيوانات المزرعة، أما فيما يخص الدراسات العليا، فقدإستحدث في القسم في العام الدراسي 1966-1967 وذلك بقبول طالبين الأول في اختصاص تربية الأغنام والاخر في تربية الدواجن وثم تخرجهم في العام 1969 - 1970 كما تم استحداث دراسة الدكتوراه في العام الدراسي 1985 - 1986.

### قسم علوم الأغذية والتقانات الأحيائية
تأسس القسم عام 1963 كوحدة علمية مستقلة بعد 11 سنة من تأسيس كلية الزراعة عام 1952 وكانت مهمة القسم تهيئة وتخريج الكوادر في اختصاص تقنيات وعلوم الأغذية وقد أدى القسم هذه المهمة بجدارة إذ ساهم بتخريج عدد كبير من الطلبة انخرطوا في معترك الحياة العلمية والنتاجية في المراكز العلمية والمؤسسات الإنتاجية المختلفة في القطر وخارجه، وقد شهد القسم منذ تأسيسه تطورات كبيرة إلى أن أصبح على ما هو عليه الآن ومنها تأسيس معملين الأول لتصنيع الاغذية والثاني لتصنيع منتجات الألبان وعدد من المختبرات المتخصصة لطلبة الدراسات العليا والأولية يربو على 20 مختبرا ولا يفوتنا ان نتذكر ان القبول في الدراسات العليا في القسم بدء من عام 1969 بطالب واحد وهو (عامر محمد علي الشيخ) في الماجستير.

### قسم البستنة وهندسة الحدائق
أحد الأقسام العلمية القائمة في الكلية حاليا والبالغة 9 أقسام حيث استحدث عام 1963 وكان التخصص فيه يبدأ في الصف الرابع واستمر الحال حتى عام 1972 حيث دمج مع قسمي المحاصيل الحقلية والإرشاد الزراعي وسمي قسم الإنتاج النباتي وفي عام 1976 فك ارتباطه من جديدي وبدء التخصص فيه من المرحلة الثالثة وكان عدد الطلاب في الصف الرابع عام 1963 ثمــانية طلاب فقط حتى أخذ يتزايد وبلغ ذروته عام 2000 حيث بلغ 170 طالب وطالبة وكان أول خريج للدراسات العليا هو/ ماجستير عام 1968 كما يقوم القسم بالتعاون مع مراكز ومؤسسات ودوائر إنتاجية وبحثية وعلمية متنوعة وذلك لغرض التنسيق والتكامل من أجل ربط العلم بالمجتمع ويشمل القسم على اختصاصات عدة منها الفاكهة المستديمة الخضرة والمتساقطة الأوراق ومحاصيل الخضر ونباتات الزينة والنباتات العطرية والطبية والأعناب، والرسم الهندسي وتصميم الحدائق وغيرها

### قسم وقاية النبات
من الأقسام العلمية في الكلية وكان بداية القسم هي قسمان هما قسم الحشرات العامة والحيوان وقسم الأمراض النباتية وفي عام 1972 - 1973 اندمج لقسمان في قسم واحد سمي وقاية النبات أهداف هذا القسم إعداد ملاكات مؤهلة من حملة البكلوريوس والشهادات العليا ذات إلمام بالآفات التي تصيب النباتات والمحاصيل الزراعية وطرق السيطرة عليها ومعالجتها. أما الدراسات العليا فقد منح القسم أول شهادة ماجستير عام 1964 لــحكمت عباس العاني وتطور الدراسات العليا في القسم حتى بلغ 182 ماجستير و42 دكتوراه

### قسم التربة
يعد قسم التربة واحدا من أقدم الأقسام في الكلية حيث كان اختصاص التربة من الاختصاصات الفرعية ضمن تخصص الإنتاج النباتي وشكل اختصاص علوم التربة مع اختصاص المحاصيل الحقلية قسن التربة والمحاصيل الحقلية عام 1963 ثم أصبح قسما مستقلا باسم قسم التربة عام 1967 وقد تخرج من القسم إلى حد عام 2002 حوالي 2294 طالبا وطالبة إذ يبدا التخصص عند قبول الطالب للدراسة وفي المرحلة الأولى يبدا الطالب بدراسة العلوم الأساسية ثم يقوم بدراسة مواد التخصص في المرحلة الثانية وما بعدها. أما فيما يخص الدراسات العليا فقد بدأ القبول منذ أوائل الستينات بشكل محدود حيث منحت أول شهادة ماجستير في القسم عام 1963 كما يضم القسم 8 مختبرات للدراسة الأولية و6 مختبرات للدراسات العليا والبحث العلمي ويوجد في القسم مختبر خاص بفحص معادن التربة بواسطة الأشعة السينية والان القسم يطلق عليه اسم قسم علوم التربة والمياه.

### قسم المكائن والآلات الزراعية
تأسس هذا القسم عام 1987 بعد أن كان شعبة علمية تابعة إداريا لقسم التربة ويقوم بتدريس المواد ذات العلاقة بالمكائن والالات الزراعية. يهدف القسم حاليا إلى أعداد خريجين في اختصاصات المكائن والالات الزراعية قادرين على تشغيل وصيانة الساحبات والمعدات الزراعية والمكائن الثقيلة ومكائن استصلاح التربة فضلا عن تلقي الطالب دروس عملية في الأعمال الميكانيكية المختلفة ماللحام والخراطة والبرادة ويحتوي القسم على مجموعة من المختبرات ذات العلاقة، وورشة ميكانيكية يتلقى فيها الطلبة التدريب للدروس العملية المختلفة وتضم مجموعة من الطلبة على أجزاء الساحبات وآلية عملهاويعد من أبرز أساتذة القسم أو بلاحرى علم القسم الأستاذ الفاضل (علي صالح النجار) الذي أحيل على التقاعد بسبب نزاهته وحرصه العاليين مع الاسف.

### قسم المحاصيل الحقلية
تأسس القسم عام 1962 ويهدف إلى تخريج عناصر ذات مستوى عالي من المعرفة في مجال اختصاصهم بما يؤولهم للعمل في القطاع الزراعي والجهات ذات العلاقة للإسهام في تطويره عن طريق مواكبة وادخال آخر المستجدات الحديثة في اختصاص المحاصيل الحقلية. يضم القسم عشرة مختبرات للدراسات العلمية لمختلف المراحل فضلا عن 3 مختبرات للدراسات العليا ويعد من أوائل الأقسام التي فسحت شهادة الماجستير والدكتوراه وقد قد تخرج أول طالب ماجستير في القسم هو د. مدحت مجيد الساهوكي في عام 1969 وأول شهادة دكتوراه عام 1978 للدكتور باقر عبد خلف ويدرس الطالب في القسم إنتاج المحاصيل وتربية وتحسين المحاصيل وفسلجة المحاصيل وفسلجو ومكافحة الأدغال وإنتاج محاصيل العلف وإنتاج المحاصيل الصناعية والنباتات الطبية وتكنولوجيا البذور وغيرها من الاختصاصات.

### قسم الاقتصاد الزراعي
تأسس عام 1961 وكان اسمه الاقتصاد والتعليم الزراعي وفي عام 1973 - 1974 بدل اسم القسم آلى (إدارة المزارع والتعاونيات) وفي عام 1979 - 1980 غير اسم القسم إلى قسم الاقتصاد الزراعي ويهدف القسم إلى تخريج طلبة يحملون معلومات بمستوى البكالوريوس في العلوم الاقتصادية الزراعية وبفروعها المختلفة ويعمل القسم على معالجة المشاكل لاقتصادية والزراعية التي تبرز في القطاع الزراعي والاستخدام الكفؤ للموارد الزراعية بما يحقق تعظيم الارباح وتدنية التكاليف للمنتج. اما الدراسات العليا فقد استحدثت في القسم في عام 1973 - 1974 بالنسبة للماجستير والدكتوراه بدأت عام1992 - 1993 في القسم.ويضم التخصصات التالية:
الإدارة المزرعية وتقويم المشاريع الزراعية واقتصاديات، الإنتاج الزراعي والتمويل والتسليف الزراعي والسياسة الزراعية والتخطيط الزراعي والتنمية الزراعية والتسويق الزراعي واقتصاديات الموارد الزراعية

### قسم الإرشاد الزراعي
يعود تاريخ التعليم والإرشاد الزراعي في كلية الزراعة منذ تأسيس عام 1952 إذ تضمن المناهج الدراسية في الكلية آنذاك عددا من مواد التخصص وفي العام 1964 جمع الاقتصد والتعليم الزراعي في قسم واحد وفي عام 1972 أنشا فرع للإرشاد الزراعي ضمن قسم الإنتاج النباتي وتخرج أولى دوراته عام 1974 وبقي الإرشاد الزراعي فرعا مسقلا في خريجيه حتى عام 1976 حيث استحدث قسم المدرسين الزراعيين عام 1977 - 1978 وفي عام 1989 اقتصر القسم على الإرشاد والتعليم الزراعي، يهدف القسم إلى إعداد خريجين مؤهلين علميا وعمليا في مجال تخطيط البرامج الإرشادية والتدريبية وعملية نقل التقنيات الزراعية وتنفيذها وتقويمها، أما الدراسات العليا في القسم استحدثت عام 1972-1973 والدكتوراه عام 1992 - 1993.

### شعبة العلوم الأساسية
في البدء كانت الشعبة مندمجة مع قسم الصناعات الغذائية ثم فصلت في السبعينات لتكون شعبة مستقلة بذاتها، وقد تولى مسؤولية الشعبة إداريا أساتذة من الكلية كان أولهم الأستاذ علي محمد حسن الداوودي.
تتولى الشعبة تدريس طلبة الدراسات الأولية في كلية الزراعة بأقسامها المختلفة الدروس العلمية الصرفة مثل الرياضيات والفيزياء والكيمياء نظراً لأهمية هذه الدروس في التخصصات الزراعية.
تتولى الشعبة تدريس مادة الكيمياء الحيوية المتقدم والكيمياءالعضوية المتقدم لمن يحتاجها من طلبة الدراسات العليا في الأقسام المختلفة.
كما ألحقت بالشعبة مهمة تدريس مادة حقوق الإنسان والحرية والديمقراطية لطلبة الدراسات الأولية في جميع الأقسام.

### معمل ألبان كلية الزراعة
انسجاما مع الخط الذي انتهجته جامعة بغداد في وضع كافة إمكانيات مؤسساتها العلمية والتعليمية في خدمة العلم والمجتمع، يواصل معمل الألبان في كلية الزراعة / جامعة بغداد رفد وتسويق منتوجاتة للأسواق المحلية العراقية، جاء ذلك خلال تصريح أدلى به المسؤول الإعلامي للكلية مضيفا بأن منتجات معمل ألبان كلية الزراعة تضاهي أفضل منتجات الألبان المباعة في الأسواق. وأشار إلى أن المعمل هو من المعامل المتكاملة من حيث معداته المجهزة من أفضل الشركات الدنماركية التي تستعمل في إنتاج الحليب المبستر ومشتقاته وتشمل إلى جانب اللبن الأجبان بأنواعها والقشطة والزبد والعسل والمثلجات اللبنية والكيك حسب الطلب مؤكدا بأن الأسعار المباعة مدعومة ومناسبة وتتماشى مع أسعار السوق المحلية. يذكر أن معمل ألبان كلية الزارعة التابع لقسم علوم الأغذية والتقانات الاحيائية في كلية الزراعة / جامعة بغداد قد تأسس عام 1975 وقد جاء لتدريب طلبة الدراسات الالولية والعليا ويخضع إلى الفحوصات المختبرية معتمدا الشروط الصحية للإنتاج ويشرف عليه أساتذة قسم علوم الأغذية والتقنات الاحيائية في الكلية وذا كفاءة عالية وتعدد خطوط الإنتاج.

### شعبة الحاسبات الإلكترونية
يعود تاريخ تاسيس شعبة الحاسبات الإلكترونية في منتصف الثمانينات والتي جاءت مع تطور الحاسوب الذي شهدته البشرية وتطور اجيال الحاسوب، والذي أصبح ضرورة ان يتعلمه ويتقنه الباحث والطالب والموظف وجميع من لديهم الاهتمامات والاستخدامات الخاصة به. ولا سيما استخدامه من قبل طلبة الدراسات الأولية والعليا والموظفين. كما اقترن عمل شعبة الحسابات الإلكترونية مع وحدة الإحصاء، إذ ان الاثنان معا يكملان أحدهما الآخر لما يستخدمه الطلاب والباحثين في استخدام برامج التحليل الإحصائي مثل (SPSS وSAS وMINITAB وGeneStat.. وغيرها).

## وصلات خارجية
- الموقع الرسمي

1. ↑  ادارة الموقع الالكتروني. "نبذة عن الكلية". كلية علوم الهندسة الزراعية. كلية علوم الهندسة الزراعية. مؤرشف من الأصل في 2024-05-09. اطلع عليه بتاريخ 2024-05-09.{{استشهاد ويب}}:  صيانة الاستشهاد: BOT: original URL status unknown (link)